# Aphonomorphus celeticos
Aphonomorphus celeticos är en insektsart som beskrevs av Otte, D. 2006. Aphonomorphus celeticos ingår i släktet Aphonomorphus och familjen syrsor. Inga underarter finns listade i Catalogue of Life.